# Río Escalante (Venezuela)
El río Escalante es un importante río del occidente venezolano que forma parte de la cuenca del lago de Maracaibo, discurriendo entre los estados Táchira, Mérida y Zulia. Tiene su nacimiento en el páramo La Negra, a 3.000 m s. n. m. desembocando finalmente en el Lago de Maracaibo.  
- Datos: Q5396814